# Нахшаби
Зийа́ ад-Дин Нахшаби́ (перс. ضیاءالدین نخشبی‎; ум. 1350, Дели) — индийский врач и писатель персидского происхождения. Автор философских и медицинских трактатов, особенно известен сборником новелл «Тути-наме» («Книга попугая»).
О Нахшаби известно главным образом то, что он сам сообщает в своих сочинениях. Он был родом из среднеазиатского города Нахшаб (ныне Карши в Узбекистане). Со временем он переселился в Индию, в город Бадаун, где обучился различным наукам — медицине, философии, мусульманскому богословию, арабскому языку. Его наставником был суфий Шихаб ад-Дин Бадауни. Большую часть жизни Нахшаби провёл в большой бедности, незадолго до смерти, видимо, сделался отшельником.
Помимо наиболее известного произведения, популярного в Индии и Средней Азии на протяжении столетий сборника новелл «Книга попугая», Нахшаби принадлежат два мистических трактата суфийской направленности, религиозно-философское и в то же время медицинское сочинение «Части и целое», перевод санскритского эротического трактата и ещё одно собрание «обрамлённых повестей».